# Mount Heiser
Mount Heiser är ett berg i Antarktis. Det ligger i Östantarktis. Nya Zeeland gör anspråk på området. Toppen på Mount Heiser är 1 021 meter över havet.
Terrängen runt Mount Heiser är kuperad åt nordost, men åt sydväst är den bergig. Trakten är obefolkad. Det finns inga samhällen i närheten.